# Sensu stricto
Sensu stricto of stricto sensu (afgekort s.s.) is een Latijnse frase die in het algemeen "in strikte zin" betekent, en het tegengestelde van sensu lato ("in brede zin"). 

## Biologie
De frase wordt in de taxonomie gebruikt voor de kleinere vorm van een taxon: zo wordt binnen de muizen en ratten van de Oude Wereld het geslacht Rattus zelf vaak aangeduid als Rattus sensu stricto, terwijl het geslacht met alle verwante geslachten aangeduid wordt als Rattus sensu lato.
Sensu stricto wordt dikwijls gebruikt om het onderscheid met een oorspronkelijke taxon te verwijzen, nadat er nieuwe taxa van werden afgesplitst. Zo verwijst Ophrys fusca s.l. naar de originele beschrijving van de soort uit 1799, terwijl ze ondertussen is opgesplitst in een tiental nieuwe soorten waaronder Ophrys fusca s.s.
De term wordt ook wel gebruikt om de nominotypische ondersoort van een soort aan te duiden. Binnen de soort huismuis (Mus musculus sensu lato) kan de ondersoort noordelijke huismuis (Mus musculus musculus) bijvoorbeeld worden aangeduid als musculus sensu stricto.